# Jasenka Bulj
Jasenka Bulj (Split, 1954.) hrvatska je slikarica. Osim slikanja, stvara u mediju crteža, fotografije i videa.

## Životopis
Upisuje studij slikarstva na Akademiji likovnih umjetnosti Sveučilišta u Zagrebu te diplomira kao akademska slikarica u klasi profesora Nikole Reisera 1978. godine. Poslijediplomski studij završava te nastavlja rad kao suradnica Majstorske radionice prof. Ljube Ivančića i Nikole Reisera do 1980. godine. Sa slikarskim i multimedijskim radovima sudjeluje na samostalnim i skupnim izložbama u Hrvatskoj i inozemstvu. Nakon školovanja studijski je boravila u zemljama Europe, SAD-u i Australiji. Godine 2011. Boravila je i na rezidencijalnom boravku u Cité Internationale des Arts u Parizu.
Članica je Hrvatskog društva likovnih umjetnika u Zagrebu, gdje živi i radi kao samostalna umjetnica.

## Rad
Povjesničarka umjetnosti Mladenka Šolman u monografiji o Jasenki Bulj iz 2015. godine piše: »Razvijajući temu krajolika kao mjesto susreta osjetilnog i vidljivog, umjetnica je pronašla ravnotežu u dijalogu intimnoga i vanjskoga prostora. Klasičnu temu pejzaža, autentičnim pristupom pretvara u osobno mjesto istine vlastitog bivanja«.
U zadnjih tridesetak godina djelovala je osim slikarstva i u drugim medijima. Sudjelovala je na mnogim samostalnim i skupnim izložbama u Hrvatskoj i inozemstvu.
Godine 2023. sudjeluje na skupnoj izložbi Vidljive / The Visible Ones koja okuplja pregled recentnog stvaralaštva hrvatskih umjetnica.

### Samostalne slikarske izložbe
2020. Jelenje (Rijeka 2020.) Ciklus fotografija, slike, video rad, 2014. Zagreb, Galerija Vladimir Bužančić, fotografije i video instalacija, 2014. Zagreb, galerija Greta, slike i fotografija, 2013. Šibenik, Galerija Sv. Krševana. Zagreb, slike, 2013. Zagreb, Medijateka Francuskog instituta, fotografije, 2012. Novo Mesto, Dolenjski muzej, fotografska instalacija, 2012. Zagreb, Galerija Prozori, prostorna video instalacija, 2011. Zagreb, Galerija Prsten HDLU–a, monografska izložba, slikarstvo i fotografija, 2009. Zagreb, Galerija SC, &TD, ciklus fotografija., 2009. Varaždin, Galerija Ajngel, slike, 2007. Zagreb, Muzej Mimara, slike, 2006. Veli Lošinj, Muzejsko galerijski prostor Kula, slike, 2005. Dubrovnik, Galerija Stradun, slike, 2001. Ljubljana, Galerija Kos, slike, 2000. Rijeka, Galerija J. Klović, slike, 1999. Zagreb, Galerija Gradska, slike, 1999. Velika Gorica, Galerija Galženica, slike, 1998. Zagreb, Galerija Matice hrvatske, slike, 1997. Split, Dioklecijanovi podrumi, slike, 1996. Ljubljana, Galerija Ars. Zagreb, Galerija Gradska, slike, 1995. Zagreb, Galerija Karas., 1995. Ljubljana, Galerija Kos, slike, 1990. Zagreb, Galerija Vladimir Nazor, slike, 1988. Split, Galerija Alfa, slike, 1985. Zagreb, Portret galerija Ulrich, 1985. Bologna, Vicolo Quartirolo, slike, 1984. Omiš, Galerija KUD–a, Omiš, slike.

### Skupne izložbe / izbor
2024. Split, Galerija umjetnina, Vidljive / The Visible Ones, Dubrovnik, Umjetnička galerija, Vidljive / The Visible Ones, 2023. Zagreb, Galerija 90-60-90 / Pogon Jedinstvo, Slika od zvuka 4, Zagreb, Galerija PM Dom HDLU, (Meštrovićev paviljon), 15 DANA -  20 godina, Zagreb, Muzej suvremene umjetnosti, Vidljive / The Visible Ones, 2018./2019. Osijek, Muzej likovnih umjetnosti, 26 Slavonski biennale, Ravna ploča, 2018. Poreč, Pučko otvoreno učilište, 58. Porečki Annale: Priroda, društvo i druge priče, 2015. Pečuh,  Martyn Ferencz Gallery, Zsolnay Cultural Quarter, Krajolici svijesti, 2014. Venecija, Palazzo Ca' Zanardi, Hidden Rooms, Osijek, Galerija Kazamat, Krajolici svijesti, Pula, Galerija Luka, Krajolici svijesti, 2013. Berlin, Collegium Hungaricum, Kroatien Kreativ, 2013, Essen, Contemporary Art Ruhr, Kroatien Kreativ 2013, 2011. Zagreb, Galerija Greta, Velika skupna izložba, Zagreb, Galerija AŽ, Umjetnost i hrana, Zagreb, 46. Zagrebački Salon, Štaglinec, Međunarodni susret umjetnika, 2010. Zagreb, Etnografski Muzej, Idemo na kavu, Zagreb, Galerija AŽ, Gosti na Žitnjaku, 2009. Zagreb, izložba recentnih radova članova HDLU, Poreč, 4. Photodistorzija, Photo Biennale Poreč, Zagreb, Galerija AŽ, Cijena umjetnosti, 2004. Zagreb, izložba recentnih radova članova HDLU, 2002. Zagreb, Treći hrvatski trijenale crteža, 2001. Rijeka, 15. Međunarodna izložba crteža, Bled, World Festival of Art on Paper, Split, 32. Splitski Salon, 2000. Kranj, World Festival of Art on Paper, 1999. Zagreb, Drugi hrvatski trijenale crteža, Osijek, 3. Waldingerov Salon, 1996. Zagreb, Prvi hrvatski trijenale crteža, 1993.  Zagreb, 28. zagrebački salon, 1991. Zagreb, Izložba recentnih radova članova HDLU–a, 1990. Zagreb, 25. zagrebački salon, Umjetnički paviljon, 1989. Zagreb, Izložba recentnih radova članova HDLU–a, Split, Izložba članova SHDLU–a, Galerija umjetnina, 1988. Zagreb, 20. salon mladih, Umjetnički paviljon, 1986. Zagreb, 21. zagrebački salon, Beč, Železno, Dubrovnik, Zagreb, Likumove generacije, Clermont–Ferrand, Festival d’Art Contemporain, 1982. Zagreb, 14. Salon mladih, Umjetnički paviljon, 1981. Zagreb, 9. postav recentne hrvatske likovne umjetnosti, Zagreb, 13. Salon mladih, Umjetnički paviljon, 1980. Zagreb, 12. Salon mladih, Umjetnički paviljon

### Fotografija, video i audio
»Kavica–Coffee« fotografski dnevnik jedne godine 2007–2008.; »Trenutak« (tekst, fotografija, crtež i video) 2010.; »Autoput Zagreb–Ljubljana« 2006–2010., Ciklus fotografija »Pariz, travanj 2011.; Ciklus fotografija »Place with no Personality«, 2011.; Ciklus fotografija »Australija«, 2016.; Projekt »Tokom vode« za Artizans in residency, Polygon OS_art&research 2018. Video radovi (izvadak): Trenutak (8') 2010., Opera 2011. (11:20'), Večernje bilješke 2011. (6:47') i Sjene 2011. (2:08', Ljeto 2011. (2:50'), 
Audio rad Izgubljene tišine (23:17') za Ciklus emisija »Slika od zvuka« u produkciji HRT–a, 2018. Ciklus fotografija, video rad i izložba Susjedstvo Jelenje (Rijeka 2020.) Fotografska monografija »Susjedstvo Jelenje« izdana je nakon rezidencijalnog boravka u Jelenju.

### Ilustracija
Godine 2018. ilustrura i knjigu pjesama Tonka Maroevića Tricarije, koja je u izboru Nacionalne i sveučilišne knjižnice u Zagrebu uvrštena među najljepše oblikovane hrvatske knjige za međunarodni natječaj »Best Book Design from all over the World« u Leipzigu, te za izložbu »Book Art International« u Frankfurtu.